# Jan Jönsson (Liberalerna)
Jan Oskar Jönsson, född 19 mars 1978 i Skärholmens församling i Stockholm, är en svensk liberal politiker och oppositionsborgarråd i Stockholms stad sedan 2022. Sedan 2019 är han ledamot i Liberalernas partistyrelse och sedan 2020 är han gruppledare för Liberalerna i Stockholm.
Jönsson var socialborgarråd i Stockholms stad 2018–2022.

## Yrkeskarriär före politiken
Som ung ville Jan Jönsson bli flygledare och intresset för flyget är fortfarande stort. Men han valde till slut att bli lärare i grundskolan och blev senare rektor. Som lärare var han utbildad i svenska och matematik med specialpedagogisk påbyggnad. Han var rektor på Karsby International School i Botkyrka under fem år. Jönsson arbetade länge med elever med en svår social bakgrund, elever med en extremt hög skolfrånvaro och kriminella problem.
Fram till valet 2018 arbetade han som rektor och fritidspolitiker i Skärholmen.

## Politiska uppdrag
Jönsson gick med i dåvarande Folkpartiet när han var 12 år gammal. Han satt i Skärholmens stadsdelsnämnd i drygt 20 år innan han blev vald till socialborgarråd 2018.
Nuvarande uppdrag
- Oppositionsborgarråd Stockholms stad (2022– )
- Vice ordförande socialnämnden i Stockholms stad (2022– )
- Gruppledare för Liberalerna i Stockholms stad (2020– )
- Ledamot i Liberalernas partistyrelse (2019 – )

Tidigare uppdrag
- Ledamot i Liberalernas partiledning (2019 – 2021)
- Socialborgarråd i Stockholms stad (2018 – 2022)
- Ledamot i Skärholmens stadsdelsnämnd

## Politiska ställningstaganden
Jönsson är, utöver de socialpolitiska frågor, särskilt engagerad i bekämpandet av nationalism, nazism, främlingsfientlighet och extremism, politiska krafter han anser är motsatsen till de värden Liberalerna står för. Han förespråkar att partiet tar särskild ställning mot Sverigedemokraterna. 
Vi liberaler bryr oss inte om var människor kommer ifrån eller vilken gud man tror på. Det viktiga är att man gör sitt bästa och försöker göra det bästa för andra. Därför tycker jag vi ska vara ett kraftigt motstånd till SD och de nationalistiska idéer de har.
Gängens värsta fiende

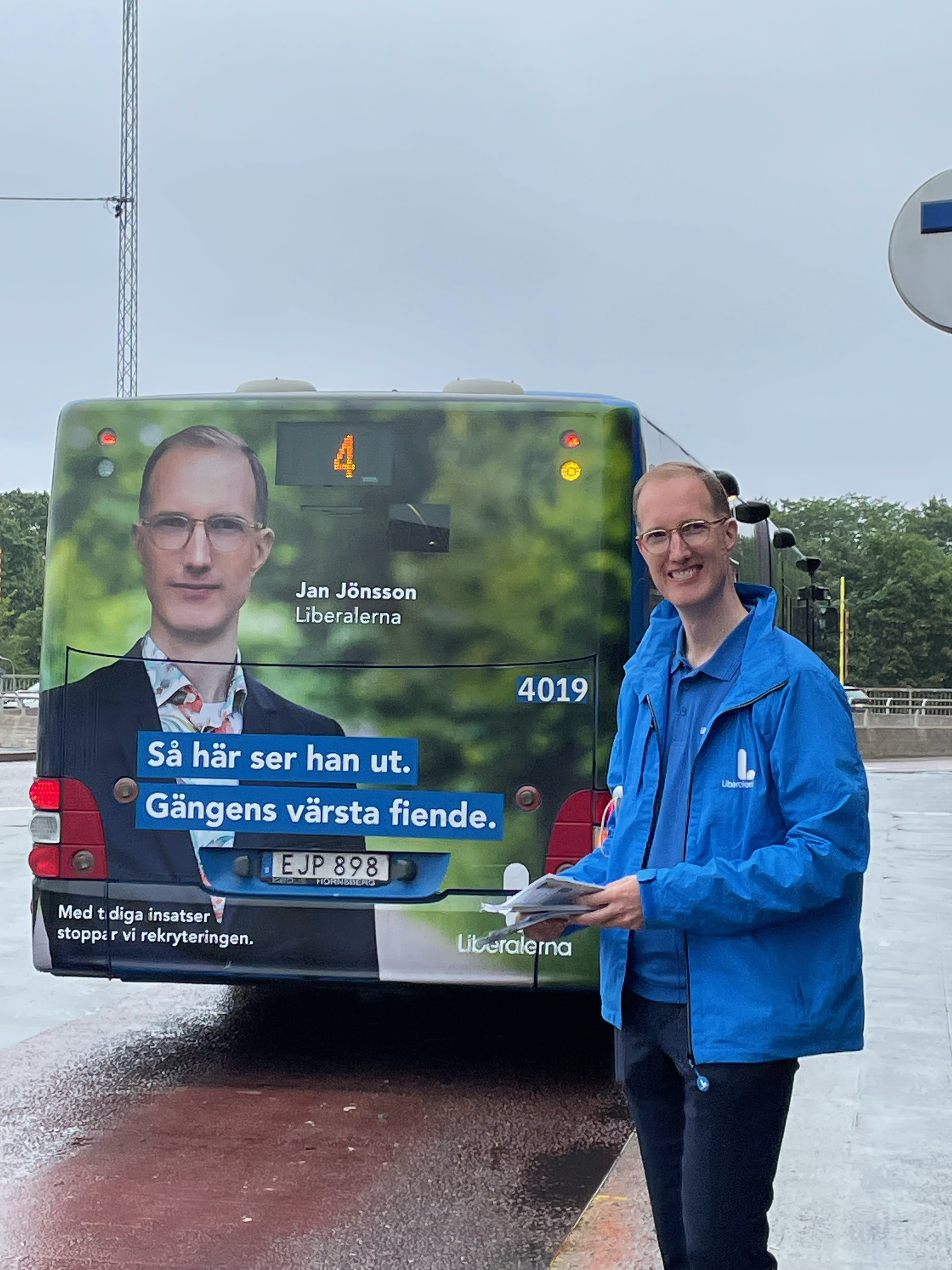
Jan Jönsson (L) framför sin personvalsaffisch under valrörelsen 2022

Under sin tid som socialborgarråd arbetade Jönsson mycket med att stärka samarbetet mellan skolan, socialtjänsten och polisen. Enligt Jönsson behövde Stockholm arbeta mer förebyggande för att hindra barn och unga från att dras in i gängkriminalitet. För att illustrera detta under valrörelsen tog Liberalerna i Stockholms stad fram en valaffisch med Jönsson iförd en färgglad skjorta och kavaj samt texten ”Såhär ser han ut. Gängens största fiende.” Enligt Jönsson handlade affischen om att stoppa nyrekryteringar till dessa så att gängen dör ut.
Affischen fick mycket uppmärksamhet även utanför Stockholms stad, och har både hyllats och hånats. Jan Emanuel, tidigare riksdagsledamot (S), kommenterade affischen på Instagram med "Nu skakar alla gängkriminella där ute av skräck!” och Tobias Andersson, riksdagsledamot (SD), kommenterade den på Twitter med ”Är denna bilden på riktigt haha? Bra självförtroende i all ära men kom igen”. Bland de mer positiva reaktioner fanns ledarskribenten Isobel Hadley-Kamptz som skrev på DN Ledare att "Gängens värsta fiende" hade stöd av forskningen, och Ingvar Persson, ledarskribent på Aftonbladets ledarsida, som skrev en ledare med rubriken "Gängens värsta fiende har rätt".
Fria uttryck utan förtryck
Under hösten 2022 och våren 2023 uppstod en debatt kring sagoläsande drag queens. Flera lokala politiker från Sverigedemokraterna försökte stoppa drag queens från att hålla sina sagostunder. Det var även uppe i en partiledardebatt i maj 2023 där Sverigedemokraternas partiledare Jimmie Åkesson var kritisk till sagostunderna.
För att stå upp för rätten till "fria uttryck utan förtyck", som Liberalerna kallade sin kampanj, valde Jönsson att klä upp sig i drag och göra en kortfilm där han läste Astrid Lindgrens sagor för barn. ”Sagor är inte farliga för barn och det är inte dragqueens heller men populism och intolerans det är farligt för barn och för vuxna”, säger Jönsson i filmen.
Jönsson fick hjälp med kläder och smink av Drag Race Sverige-vinnaren Admira Thunderpussy för att det skulle se professionellt ut, Admira var dock inte med i själva filmen.
Filmen fick stort genomslag och väckte mycket reaktioner. Enligt Jönsson var det främst positiva reaktioner, men han polisanmälde flera hotfulla meddelanden.